# Heidi Rosenstock
Heidi Rosenstock (* 9. November 1932 in Tann) ist eine deutsche Autorin. Sie prägte die Evangelische Kirche in Hessen und Nassau (EKHN) in vielen leitenden Ämtern und in der Frauenbewegung in der Evangelischen Kirche in Hessen und Nassau. Sie engagierte sich jahrzehntelang ehrenamtlich in der EKHN unter anderem als Prädikantin, als Synodale und als Mitglied der Kirchenleitung. Sie ist Verfasserin liturgischer Texte sowie Gemeinde- und Organisationsberaterin.

## Leben

### Kindheit, Ausbildung, Familie
Heidi Rosenstock wuchs in Malkomes im Kreis Bad Hersfeld und in Bad Hersfeld auf. Der Vater war Volksschullehrer und Kantor. Sie hatte zwei Brüder, die 1942 und 1944 im Krieg gefallen sind.
Im Jahr 1954 begann Heidi Rosenstock Biologie in Frankfurt am Main zu studieren. Eine begonnene Dissertation konnte sie aus familiären Gründen nicht abschließen. Verheiratet war sie seit 1954 mit Dr. Günter Rosenstock, später Professor der Botanik an der Johann-Wolfgang-Goethe-Universität in Frankfurt. Sie hat vier Töchter und lebt in Schwalbach am Taunus.

### Tätigkeiten
Im Jahr 1981 machte sie eine Ausbildung zur Prädikantin; von 1982 bis 1985 erlangte sie die Qualifikation zur Gemeinde- und Organisationsberaterin. Da diese Zusatzausbildung zuvor Theologen vorbehalten war, war sie die erste Nichttheologin der EKHN, die diese Qualifikation erreicht hatte. 25 Jahre lang beriet sie Kirchenvorstände, Gemeinden, Pfarrer und kirchliche Institutionen.
Von 1974 bis 1986 gehörte sie dem Kirchenvorstand der evangelischen Gemeinde in Schwalbach am Taunus an. Von 1986 bis 1998 war sie Synodale des Kirchenparlaments der EKHN und arbeitete dort im Theologischen und im Benennungsausschuss. 1996 gründete sie den Verein zur Förderung Feministischer Theologie in Forschung und Lehre, der Stipendien für Promotion und Habilitation zu den Themen Feministischer Theologie vergibt. Zudem vergibt der Verein seit dem Jahr 2001 den Leonore-Siegele-Wenschkewitz-Preis für Feministische Theologie.
Von 1999 bis ins Jahr 2004 war Heidi Rosenstock Mitglied der Kirchenleitung der EKHN und dadurch an vielen Entscheidungen innerhalb der Landeskirche beteiligt. In ihrer Funktion als Mitglied der Kirchenleitung setzte sie sich gemeinsam mit Pröpstin Helga Trösken und dem damaligen Kirchenpräsidenten Peter Steinacker für das Projekt Bibel in gerechter Sprache (BigS) ein und verhalf mit der Übernahme der Geschäftsführung zu einer von 2001 bis 2006 errichteten Projektstelle Bibel für das neue Jahrtausend – die Testamente in gerechter Sprache bei der Evangelischen Akademie Arnoldshain, die mit Pfarrerin Hanne Köhler besetzt wurde.
Über viele Jahre hinweg verfasste Heidi Rosenstock Rundfunkandachten für den Hessischen Rundfunk, schrieb liturgische Texte und war Herausgeberin theologisch-feministischer Literatur.

## Ehrungen
- Heidi Rosenstock war maßgeblich an der Profilierung Feministischer Theologie beteiligt und erhielt dafür am 23. November 2009 die Martin-Niemöller-Medaille[11][8][12] in einer Feierstunde der Kirchensynode der EKHN.
- Am 28. Februar 2012 erhielt Heidi Rosenstock für ihren Einsatz für Frauenrechte in der Kirche das Bundesverdienstkreuz (Verdienstmedaille) in der Staatskanzlei in Wiesbaden.[13]

## Werke
- Heidi Rosenstock, Hanne Köhler: Du Gott, Freundin der Menschen. Neue Texte und Lieder für Andacht und Gottesdienst. Stuttgart 1991, ISBN 3-7831-1107-2.
- Eva Renate Schmidt, Ute Knie, Heidi Rosenstock: Gemeinsame Bibelarbeit zu Genesis 1,1-2,4a, in: Konrad von Bonin (Hg.): Deutscher Evangelischer Kirchentag 1987, Dokumente. Stuttgart 1987, S. 64–72.
- Heidi Rosenstock: Vom leiblichen Segen der Abigail. 1 Sam 25,1-35, in: Eva Renate Schmidt, Mieke Korenhof, Renate Jost (Hg.): Feministisch gelesen, Bd. 1. Stuttgart 1988, S. 73ff., ISBN 3-7831-0949-3.
- Heidi Rosenstock: Da nahm Rizpa ein Sackgewand und breitete es aus. 2 Sam 21,1-14. Morgenandacht zum Volkstrauertag im Hessischen Rundfunk, in: Eva Renate Schmidt, Mieke Korenhof, Renate Jost (Hg.): Feministisch gelesen, Bd. 1. Stuttgart 1988, S. 282ff., ISBN 3-7831-0949-3.
- Ute Knie, Heidi Rosenstock, Eva Renate Schmidt: Hört die Frauen. 1 Mose 1,1-2,4a. Frauenforum Kirchentag Frankfurt 1987, in: Eva Renate Schmidt, Mieke Korenhof, Renate Jost (Hg.): Feministisch gelesen, Bd. 1. Stuttgart 1988, S. 268ff., ISBN 3-7831-0949-3.
- Heidi Rosenstock: Von der Mutter zur Jüngerin. Joh 2,1-11 Erntedankfest, in: Eva Renate Schmidt, Mieke Korenhof, Renate Jost (Hg.): Feministisch gelesen, Bd. 2. Stuttgart 1989, S. 209ff., ISBN 3-7831-0909-4.
- Heidi Rosenstock: Liturgische Texte zusammengestellt und erläutert, in: Eva Renate Schmidt, Mieke Korenhof, Renate Jost (Hg.): Feministisch gelesen, Bd. 2. Stuttgart 1989, S. 258–283, ISBN 3-7831-0909-4.
- Heidi Rosenstock: Liturgische Texte, zusammengestellt und erläutert von Heidi Rosenstock, Sonntag nach Epiphanias, Lk 15,1-3.11b-32, in:  Werkstatt für Liturgie und Predigt, Heft 4/1993. Aachen 1993.
- Heidi Rosenstock, Sigrid Düringer: Palmarum, Hebr. 12, 1-3, in: Werkstatt für Liturgie und Predigt, Heft 1/96. Aachen 1996.
- Heidi Rosenstock, Norbert Mander: Leitbilder der Kirche. Gottesdienste und Materialien zu acht biblischen Leitbildern, in: Beratungsstelle für die Gestaltung von Gottesdiensten und anderen Gemeindeveranstaltungen (Hg.), Heft Nummer 7. Frankfurt am Main 1996.
- Heidi Rosenstock: Der verordnete Rückzug der Frauen. 3. Mose 12,1-8, in: Beratungsstelle für die Gestaltung von Gottesdiensten und anderen Gemeindeveranstaltungen (Hg.): Zugänge zum Kirchenjahr: Advent bis Pfingsten, Materialheft 77. Frankfurt am Main 1996, S. 74ff.